# Piotr Samojłow
Piotr Andriejewicz Samojłow (ros. Пётр Андреевич Самойлов, ur. 1897 we wsi Pieriewołoka w powiecie syzrańskim w guberni symbirskiej, zm. 16 czerwca 1938 w Moskwie) – funkcjonariusz radzieckich służb specjalnych, major bezpieczeństwa państwowego.

## Życiorys
Skończył szkołę wiejską i jedną klasę dwuklasowej szkoły, w 1904 stracił ojca, później wychowywał się w rodzinie wuja, w którego gospodarstwie następnie pracował. Później pracował w sklepie oraz jako robotnik i tokarz na kolei, w maju 1918 został członkiem RKP(b), w czerwcu 1918 wstąpił do oddziału Czerwonej Gwardii, dostał się do niewoli białych pod Symbirskiem, zbiegł. W 1919 ponownie pracował jako tokarz na stacji kolejowej, wiosną 1919 był sekretarzem odpowiedzialnym Komitetu Miejskiego RKP(b) w Abdulino i sekretarz kolektywu RKP(b) batalionu w Melekesie. W maju 1919 został funkcjonariuszem Czeki, był m.in. pełnomocnikiem Wydziału Specjalnego Frontu Wschodniego wojny domowej i pełnomocnikiem brygady zapasowej armii, w 1920 kierował agenturą Wydziału Specjalnego brygady zapasowej armii, 1920-1921 był starszym śledczym brygady Wydziału Specjalnego Nadwołżańskiego Okręgu Wojskowego, a latem 1921 szefem Sekcji Śledczej Wydziału Specjalnego Zapasowej Armii. Od sierpnia 1921 do 1923 był szefem Wydziału Agentury Wydziału Specjalnego Turkiestańskiego Okręgu Wojskowego, 1923-1925 szefem Wydziału Informacyjnego Wydziału Specjalnego Frontu Turkiestańskiego, a od 1925 do sierpnia 1926 szefem Wydziału Informacyjno-Agenturalnego Pełnomocnego Przedstawicielstwa (PP) OGPU Środkowej Azji. Od 17 sierpnia 1926 do 25 stycznia 1930 był szefem Okręgowego Oddziału GPU w Złatouście, od 25 stycznia 1930 do marca 1931 szefem Wydziału Informacyjnego PP OGPU Uralu, od kwietnia 1931 do 7 marca 1932 pomocnikiem szefa Zarządu Tajno-Operacyjnego PP OGPU Uralu, a od 1932 do stycznia 1934 szefem Inspekcji Rezerw PP OGPU Uralu i jednocześnie od 7 marca 1932 do 4 marca 1934 szefem Wydziału Ekonomicznego PP OGPU Uralu. Od 4 marca do 27 kwietnia 1934 był szefem Wydziału Ekonomicznego PP OGPU obwodu swierdłowskiego, od 27 marca do 10 lipca 1934 zastępcą pełnomocnego przedstawiciela OGPU na obwód swierdłowski, a od 31 lipca 1934 do 9 grudnia 1936 zastępcą szefa Zarządu NKWD obwodu swierdłowskiego, 5 grudnia 1935 otrzymał stopień majora bezpieczeństwa państwowego. Od 9 grudnia 1936 do 1 października 1937 pełnił funkcję zastępcy szefa, a od 1 października do 16 listopada 1937 szefa Zarządu NKWD obwodu kurskiego. Był odznaczony odznaką honorowego funkcjonariusza Czeki/GPU (20 grudnia 1932).
16 listopada 1937 został aresztowany podczas wielkiego terroru, następnie skazany na śmierć przez Wojskowe Kolegium Sądu Najwyższego ZSRR i rozstrzelany. Nie został zrehabilitowany.